# ポップ対歌謡曲
日産ミュージック・ギャラリー ポップ対歌謡曲（にっさんミュージック・ギャラリー ポップたいかようきょく）は、朝日放送ラジオ（ABCラジオ）で1967年4月10日から1995年9月に放送されていたラジオ番組である。放送時間は平日の13:30-14:00。

## 概要
正式タイトルは「日産ミュージック・ギャラリー ポップ対歌謡曲」。日産自動車がスポンサーとなったラジオ公開生放送番組であった。場所は日産大阪ギャラリー（大阪市北区（旧大淀区）大淀南、朝日放送旧本社ビル(ABCセンター)1階）からであった。
放送内容は、タレント2組が「ポップ(洋楽)側」「歌謡曲(邦楽)側」に分かれ、各陣営に寄せられたリクエストはがきを紹介してクイズで対戦し、正解した方のリクエスト曲がかかるというものであった。クイズは4問出題が長らくおこなわれたが、これは番組終了前数年間は3問となった。出題は原則司会者がおこなったが、最終問題の一題については、駆け出しの若手芸人や落語家の弟子が、体を張って調査したナンセンスなデータの近似値クイズを出題するということがあった。
番組の様相は、出演者たちのアドリブの応酬が激しく、リクエスト曲が数秒しかかからないという事態が日常茶飯事であった。
一方で、聴取者からの支持は厚く、関西地区のラジオ聴取率調査では、23期連続（11年半）に亘って、ベスト10入りを果たした。
また、上岡・さんま・紳助が司会をしてた時期には、3人の中の誰かが番組を欠席することがあった。しかし、一度だけ3人全員が欠席したことがあり、リポーターの桂九雀が司会をしたことがある。
本番組終了後の後継番組は、同じ日産自動車提供による『妹尾和夫のニッサンおじゃマップKANSAI!』である。
番組終了近くに阪神・淡路大震災に見舞われた。日産ギャラリー及び朝日放送の本社は大きな被害にこそ至らなかったものの、日産ギャラリーの外に面したガラス窓が割れる被害があり、修繕までの一時期、アクティ大阪内のABCエキスタから放送をおこなっていた。
日産大阪ギャラリーのあった朝日放送旧本社ビル（ABCセンター）は2008年に朝日放送の新社屋（大阪市福島区福島）移転により閉鎖された。

## 出演者
若き日の明石家さんまと島田紳助が、上岡龍太郎の司会の下で戦っていたこともあったほか、吾妻ひな子、桂枝雀、桂三枝（現・六代目桂文枝）、笑福亭鶴光、笑福亭鶴瓶、藤本義一、横山やすし、横山ノック、桂朝丸（後の二代目桂ざこば）、中村鋭一なども出演するなど、1970年代から1980年代の関西のお笑いタレントが殆どこの番組には出演。司会は大久保怜、初代森乃福郎、キダ・タローらが務めた。
1967年11月ごろ
- 月：大久保怜、ヘレン杉本、秋山たか志
- 火：初代森乃福郎、島田洋介・今喜多代
- 水：森乃福郎、桂小米、吾妻ひな子
- 木：大久保怜、鳳啓助・京唄子
- 金：大久保怜、ゲスト、ゲスト
- 土：森乃福郎、伊吹友木子、藤本義一

1975年
- 月：笑福亭仁鶴
- 火：上岡龍太郎
- 水：山本竜二（1975年3月まで）→ 森乃福郎（1975年4月から）
- 木：桂三枝（1975年4月からは土曜日へ）→ 四代目林家小染（1975年4月から）
- 金：大久保怜
- 土：森乃福郎（1975年4月からは水曜日へ）→ 桂三枝（1975年4月から）

1976年～1977年
- 月：笑福亭仁鶴、笑福亭鶴光、桂きん枝
- 火：横山ノック、池田幾三、岡本隆子（仁鶴夫人）（1977年3月まで）→ 桂文珍、オール阪神・巨人、笑福亭鶴瓶（1977年4月から）
- 水：二代目桂春蝶、桂枝雀、吾妻ひな子（1977年3月まで）→ 上岡龍太郎、月亭可朝、海原小浜（1977年4月から）
- 木：末広真樹子、林家小染、コメディNo.1
- 金：大久保怜、ゲスト、ゲスト
- 土：桂朝丸、海原千里・万里、笑福亭鶴瓶（1977年3月まで）→ 桂朝丸、桂春蝶、吾妻ひな子（1977年4月から）

1981年
- 月：上岡龍太郎、島田紳助・松本竜介、明石家さんま
- 火：桂文珍、オール阪神・巨人、笑福亭鶴瓶
- 水：笑福亭仁鶴、横山やすし、海原小浜
- 木：板東英二、西川のりお・上方よしお、海原さおり・しおり
- 金：大久保怜、ゲスト、ゲスト
- 土：桂春蝶、桂朝丸、春やすこ・けいこ

1982年～1983年
- 月：上岡龍太郎、島田紳助・松本竜介、明石家さんま、桂雀々（レポーター）
- 火：桂文珍、西川のりお・上方よしお、笑福亭鶴瓶（1983年3月まで）→ 桂文珍、西川のりお・上方よしお、海原さおり・しおり（1983年4月から）
- 水：笑福亭仁鶴、月亭八方、海原小浜
- 木：板東英二、オール阪神・巨人、海原さおり・しおり（1983年3月まで）→ 板東英二、太平サブロー・シロー、今いくよ・くるよ（1983年4月から）
- 金：大久保怜、ゲスト、ゲスト
- 土：桂春蝶、桂朝丸、春やすこ・けいこ（1983年3月まで）→ 桂春蝶、桂朝丸、町野あかり（1983年4月から）

1986年
- 月：キダ・タロー、太平サブロー・シロー、西川のりお・上方よしお
- 火：笑福亭仁鶴、横山ノック、海原小浜
- 水：桂文珍、桂べかこ、月亭八方
- 木：笑福亭鶴光、MAKOTO、桂雀々
- 金：鏡宏一、ゲスト
- 土：桂春蝶、桂朝丸、オール阪神・巨人

1987年～1989年3月
- 月：月亭八方、新野新、中田ボタン
- 火：笑福亭仁鶴、海原小浜、桂春蝶（1987年9月まで）→ 桂小米朝、桂枝雀、桂朝丸（1987年10月～1988年9月） → 桂小米朝、桂枝雀、桂九雀（1988年10月から）
- 水：桂文珍、香川登志緒、ハイヒール
- 木：鏡宏一、笑福亭鶴光、宮川大助・花子
- 金：桂べかこ、道上洋三、乾龍介（1987年9月まで） → 笑福亭仁鶴、海原小浜、桂春蝶（1987年10月から）

1989年4月～1991年3月
- 月：間寛平、今いくよ・くるよ、ぼんちおさむ
- 火：桂小米朝、桂枝雀、桂ざこば
- 水：桂文珍、香川登志緒、ハイヒール（1989年9月まで） → レツゴーじゅん、笑福亭松之助、遙洋子（1989年10月から）
- 木：新野新、宮川大助・花子、若井小づえ・みどり
- 金：笑福亭仁鶴、海原小浜、桂春蝶

1991年4月～1993年3月
- 月：間寛平、桂小枝、若井小づえ・みどり（1992年3月まで） → 西川のりお、桂小枝、若井小づえ・みどり（1992年4月～1992年9月） → 西川のりお、小高紀子、若井小づえ・みどり（1992年10月から）
- 火：桂小米朝、桂ざこば、桂雀々
- 水：桂小春、遙洋子、山田雅人（1991年9月まで） → 小林大作、桂小春、キダ・タロー（1991年10月～1992年9月） → 遙洋子、桂小枝、キダ・タロー（1992年10月から）
- 木：新野新、宮川大助・花子、トミーズ（1991年9月まで） → 新野新、トミーズ、中田カウス・ボタン（1991年10月～1992年9月） → 新野新、中田カウス・ボタン、大木こだま・ひびき（1992年10月から）
- 金：今田耕司、チャーリー浜、非常階段

1993年4月～1995年9月
- 月：西川のりお、小高紀子、若井小づえ・みどり（1993年9月まで） → 村上ショージ、小高紀子、若井小づえ・みどり（1993年10月～1994年9月） → 宮川大助、前田五郎、亀山房代（1994年10月～1995年9月）
- 火：桂雀々、桂ざこば、桂九雀（1994年9月まで） → 桂南光、笑福亭松葉、桂雀々（1994年10月～1995年9月）
- 水：遙洋子、桂小枝、キダ・タロー（1994年9月まで） → 亀山忍、桂小枝、キダ・タロー（1994年10月～1995年3月） → 神吉宏充、桂小枝、キダ・タロー（1995年4月～1995年9月）
- 木：新野新、DE-JA、中田カウス・ボタン（1993年9月まで） → ぼんちおさむ、DE-JA、中田カウス・ボタン（1993年10月～1994年3月） → 羽川英樹、鈴木美智子、トゥナイト（1994年4月～1995年9月）
- 金：ハイヒールリンゴ、非常階段、大木こだま・ひびき（1993年9月まで） → ハイヒールリンゴ、大木こだま・ひびき、坂田利夫（1993年10月～1995年9月）